# Tinduf
Tinduf (en árabe: تندوف‎; en francés: Tindouf) es una ciudad y municipio de Argelia situada en la provincia de Tinduf, a 1460 kilómetros al suroeste de Argel. En 2010, su población era de 47 965 habitantes.

## Geografía
Se localiza geográficamente en los 27°40' N y los 8°09' W, en el extremo suroeste de Argelia, limitando con Marruecos al oeste, el territorio no autónomo del Sahara Occidental al suroeste y Mauritania al sur. 

## Clima
En Tinduf hay un clima árido o xerotérmico, una expresión utilizada para designar el clima de una región del planeta donde las lluvias anuales son menores a los 200 milímetros, y el modelo climático estudiado se caracteriza por sus escasas precipitaciones, por debajo de la evapotranspiración de referencia (o potencial). Se debe a distintas causas, como la disposición del relieve o la presencia de corrientes marinas frías que condensan la humedad y dan origen a desiertos costeros.
| Parámetros climáticos promedio de Tinduf (1981-2010) | Parámetros climáticos promedio de Tinduf (1981-2010) | Parámetros climáticos promedio de Tinduf (1981-2010) | Parámetros climáticos promedio de Tinduf (1981-2010) | Parámetros climáticos promedio de Tinduf (1981-2010) | Parámetros climáticos promedio de Tinduf (1981-2010) | Parámetros climáticos promedio de Tinduf (1981-2010) | Parámetros climáticos promedio de Tinduf (1981-2010) | Parámetros climáticos promedio de Tinduf (1981-2010) | Parámetros climáticos promedio de Tinduf (1981-2010) | Parámetros climáticos promedio de Tinduf (1981-2010) | Parámetros climáticos promedio de Tinduf (1981-2010) | Parámetros climáticos promedio de Tinduf (1981-2010) | Parámetros climáticos promedio de Tinduf (1981-2010) |
| Mes                                                  | Ene.                                                 | Feb.                                                 | Mar.                                                 | Abr.                                                 | May.                                                 | Jun.                                                 | Jul.                                                 | Ago.                                                 | Sep.                                                 | Oct.                                                 | Nov.                                                 | Dic.                                                 | Anual                                                |
| ---------------------------------------------------- | ---------------------------------------------------- | ---------------------------------------------------- | ---------------------------------------------------- | ---------------------------------------------------- | ---------------------------------------------------- | ---------------------------------------------------- | ---------------------------------------------------- | ---------------------------------------------------- | ---------------------------------------------------- | ---------------------------------------------------- | ---------------------------------------------------- | ---------------------------------------------------- | ---------------------------------------------------- |
| Temp. máx. abs. (°C)                                 | 29.8                                                 | 35.4                                                 | 38.3                                                 | 40.4                                                 | 44                                                   | 46.8                                                 | 57.1                                                 | 47.3                                                 | 45.6                                                 | 41.6                                                 | 37                                                   | 31.5                                                 | 57.1                                                 |
| Temp. máx. media (°C)                                | 20.4                                                 | 23.6                                                 | 27.5                                                 | 29.6                                                 | 33.5                                                 | 38.6                                                 | 42.7                                                 | 42.1                                                 | 37.8                                                 | 31.6                                                 | 26                                                   | 21                                                   | 31.2                                                 |
| Temp. media (°C)                                     | 13.3                                                 | 16                                                   | 19.3                                                 | 21.6                                                 | 24.3                                                 | 28.5                                                 | 34.1                                                 | 34                                                   | 29.3                                                 | 23.6                                                 | 18.7                                                 | 13.7                                                 | 23.1                                                 |
| Temp. mín. media (°C)                                | 6.2                                                  | 8.8                                                  | 12                                                   | 13.4                                                 | 16.3                                                 | 20.2                                                 | 25                                                   | 25.7                                                 | 22.1                                                 | 16.8                                                 | 12                                                   | 7.3                                                  | 15.3                                                 |
| Temp. mín. abs. (°C)                                 | -3                                                   | -1.1                                                 | 4                                                    | 6.5                                                  | 7                                                    | 12                                                   | 11                                                   | 13.9                                                 | 14                                                   | 7.8                                                  | 2.7                                                  | 0.5                                                  | -3                                                   |
| Precipitación total (mm)                             | 2.6                                                  | 12.4                                                 | 4.0                                                  | 0.6                                                  | 2.8                                                  | 0.8                                                  | 0.8                                                  | 2.3                                                  | 12.0                                                 | 9.9                                                  | 1.2                                                  | 6.5                                                  | 55.9                                                 |
| Fuente: Meteo-Climat                                 |                                                      |                                                      |                                                      |                                                      |                                                      |                                                      |                                                      |                                                      |                                                      |                                                      |                                                      |                                                      |                                                      |

## Historia

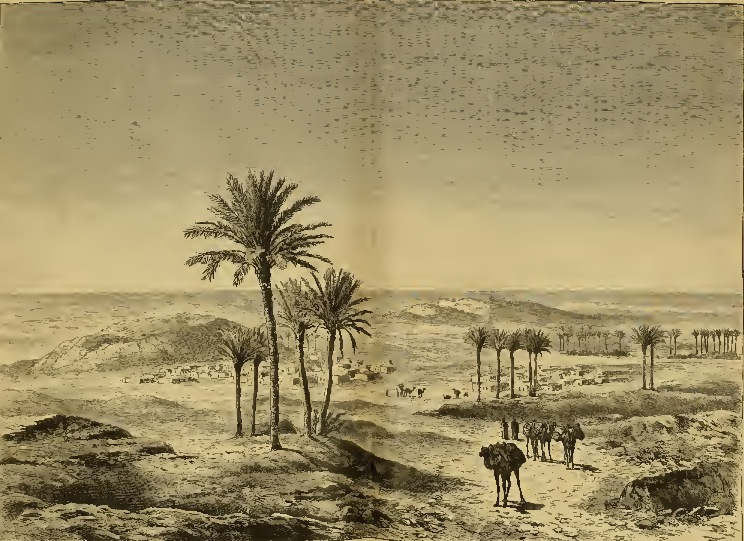
Oasis de Tinduf, ilustración de Oskar Lenz (1880)

La población de Tinduf data de 1852 y fue fundada sobre un ksar del siglo XVI por el jeque Mrabet Ould Belamech. Su origen se encuentra en el comercio transahariano de las caravanas que se dirigían hacia el norte, a Guelmin, río Nun y Agadir desde las salinas de Iyili, Atar, Tumbuctú y el Níger, y también hacia Tuat, para el comercio de dromedarios, oro, cobre y esclavos. La toma de Tombuctú en 1893 por Francia y la apertura de la ruta comercial con los puertos de Saint Louis y Dakar supone el declive de las rutas comerciales que atravesaban Tinduf.
En época de la Argelia francesa se produjo el descubrimiento y estudio del yacimiento de hierro de las minas de Gara Djebilet, situadas al sur del municipio de Tinduf, en las inmediaciones de la frontera con Mauritania. En 1962 tuvo lugar la guerra de las Arenas entre Marruecos y Argelia en Tinduf. El 15 de junio de 1972 Argelia y Marruecos firmaron la convención sobre la frontera de ambos países, poniendo fin a la reclamación marroquí del Gran Marruecos sobre la soberanía de esta región minera. Desde la creación de Frente Polisario, Tinduf se convierte en su sede de operaciones y, a partir de 1975, se produce la llegada de refugiados adscritos a la causa de la República Árabe Saharaui Democrática, creándose las poblaciones de los campos de refugiados de Tinduf de El Aaiún, Esmara, Rabuni, Auserd y Dajla. Setenta años después de su descubrimiento Argelia prevé la puesta en explotación de las minas por la Sociedad Nacional del Hierro y del Acero de Argelia (Feraal), cuyas reservas la situarían entre las más importantes del mundo.

## Demografía
Tinduf tiene una población estimada de entre 50 000 y 60 000 habitantes (estimaciones de 2010).
Demografía histórica:
| Año               | Población       |
| ----------------- | --------------- |
| 1977 (censo)      | 6044            |
| 1987 (censo)      | 13 084          |
| 1998 (censo)      | 32 004          |
| 2010 (estimación) | 47 965 - 59 898 |
| 2012 (estimación) | 60 797          |

## Organización territorial
Además de Tinduf existen otras poblaciones como Gara Djebilet, Aouinet Bélagraa, Chénachène y Oum El Achar. Además, en las inmediaciones de Tinduf se encuentran las poblaciones que conforman los campos de refugiados de la provincia de Tinduf de El Aaiún, Auserd, Rabuni, Bojador y Esmara.

## Transportes
Cuenta con el aeropuerto de Tinduf, el aeropuerto de Tindouf Est y el aeródromo de Gara Djebilet.